# 3e étape du Tour de France 2007
Pour un article plus général, voir Tour de France 2007.
La 3e étape du Tour de France 2007 s'est déroulée le 10 juillet. Le parcours de 236,5 kilomètres relie Waregem à Compiègne. Il s'agit de la plus longue étape du Tour cette année.

## Profil de l'étape
Cette troisième étape offre aux coureurs un parcours plutôt plat entre Waregem en Belgique et Compiègne. Elle comprend 3 sprints intermédiaires permettant de glaner des bonifications : à Tournai (33,5 km), Fontaine-au-Bois (104,5 km) et Achery (167,5 km). Seule difficulté du parcours, une côte classée en 4e catégorie, celle de Blérancourt (202,5 km).

## Communes traversées

### Belgique

#### Province de Flandre-Occidentale
Waregem
Anzegem
Zwevegem
Avelgem

#### Province de Hainaut
Celles,
Tournai,
Antoing,
Brunehaut.

### France

#### Nord
Maulde
Lecelles
Saint-Amand-les-Eaux
Wallers
Haveluy
Denain
Haulchin
Monchaux-sur-Écaillon
Verchain-Maugré
Vendegies-sur-Écaillon
Solesmes
Croix-Caluyau
Bousies
Fontaine-au-Bois
Landrecies
Landrecies
La Groise

#### Aisne
Oisy,
Étreux,
Lesquielles-Saint-Germain,
Guise,
Macquigny,
Mont-d'Origny,
Origny-Sainte-Benoite,
Ribemont,
Séry-lès-Mézières,
Brissy-Hamégicourt,
Brissay-Choigny,
Mayot,
Achery,
Danizy,
La Fère,
Charmes,
Andelain,
Deuillet,
Saint-Gobain,
Amigny-Rouy,
Sinceny,
Autreville,
Sinceny,
Bichancourt,
Manicamp,
Bourguignon-sous-Coucy,
Besmé,
Blérancourt.

#### Oise
Nampcel
Berneuil-sur-Aisne
Cuise-la-Motte
Trosly-Breuil
Compiègne

## Récit
Cette étape longue mais sans difficulté majeure, est plutôt destinée aux rouleurs ou aux sprinteurs. Dans cette logique, deux Français, Matthieu Ladagnous de la Française des jeux et Nicolas Vogondy d'Agritubel tentent une échappée dès le 6e kilomètre et parviennent à s'extirper du peloton. À soixante kilomètres de l'arrivée le Français Stéphane Augé de la Cofidis et le Belge Frederik Willems de Liquigas s'échappent à leur tour du peloton à la poursuite des deux coureurs toujours en tête de course. Ils parviennent à les rejoindre au bout de dix kilomètres. Au sommet de la côte de Blérancourt, classé en 4e catégorie, Stéphane Augé passe en tête et récolte 3 points au classement de montagne, ce qui lui donne le maillot à pois. À 22 kilomètres de l'arrivée le groupe de tête avait 2 min 48 s d'avance sur le peloton emmené par les équipes de Quick Step-Innergetic et de Lampre.
.

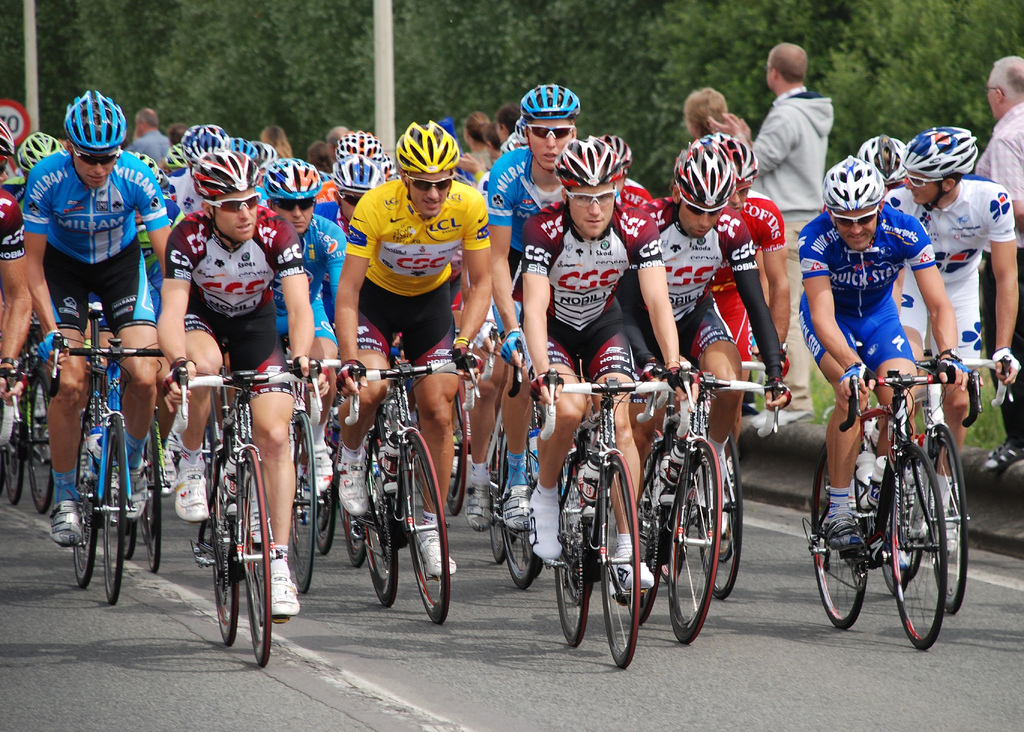
Le peloton peu après le départ de Waregem, avec le maillot jaune Fabian Cancellara

L'écart diminuant, les quatre hommes sont rejoints par le peloton lors des derniers hectomètres, ne parvenant pas à s'organiser pour garder la victoire en leur sein. Le final se joue avec le maillot jaune Fabian Cancellara qui, en costaud, parvient à s'extirper du peloton dans le dernier kilomètre, à passer les quatre échappés et à résister au retour des sprinters à s'imposer de quelques mètres devant les spécialistes en la matière de sprint, Erik Zabel (arrivé second) et Danilo Napolitano (troisième). Après sa victoire au Prologue, le Suisse Fabian Cancellara, avec sa nouvelle victoire à l'ancienne, consolide sa place de leader. Il bénéficie, grâce aux bonifications, de 33 secondes d'avance sur le second du Tour Andreas Klöden.

## Classement de l'étape
| \| Classement de l'étape \| Classement de l'étape \| Classement de l'étape \| Classement de l'étape \| Classement de l'étape \| \| Coureur \| Coureur \| Pays \| Équipe \| Temps \| \| --------------------- \| --------------------- \| --------------------- \| --------------------- \| --------------------- \| \| 1er \| Fabian Cancellara \| Suisse \| CSC \| 6 h 36 min 15 s \| \| 2e \| Erik Zabel \| Allemagne \| Team Milram \| + 0 s \| \| 3e \| Danilo Napolitano \| Italie \| Lampre-Fondital \| + 0 s \| \| 4e \| Tom Boonen \| Belgique \| Quick Step-Innergetic \| + 0 s \| \| 5e \| Robert Hunter \| Afrique du Sud \| Barloworld \| + 0 s \| \| 6e \| Robert Förster \| Allemagne \| Gerolsteiner \| + 0 s \| \| 7e \| Robbie McEwen \| Australie \| Predictor-Lotto \| + 0 s \| \| 8e \| Bernhard Eisel \| Autriche \| T-Mobile \| + 0 s \| \| 9e \| Mark Cavendish \| Royaume-Uni \| T-Mobile \| + 0 s \| \| 10e \| Heinrich Haussler \| Allemagne \| Gerolsteiner \| + 0 s \| |                   |                |                       |                 |
| |                   |                |                       |                 |
| |                   |                |                       |                 |
| Classement de l'étape |                   |                |                       |                 |
| Coureur | Coureur           | Pays           | Équipe                | Temps           |
| 1er | Fabian Cancellara | Suisse         | CSC                   | 6 h 36 min 15 s |
| 2e | Erik Zabel        | Allemagne      | Team Milram           | + 0 s           |
| 3e | Danilo Napolitano | Italie         | Lampre-Fondital       | + 0 s           |
| 4e | Tom Boonen        | Belgique       | Quick Step-Innergetic | + 0 s           |
| 5e | Robert Hunter     | Afrique du Sud | Barloworld            | + 0 s           |
| 6e | Robert Förster    | Allemagne      | Gerolsteiner          | + 0 s           |
| 7e | Robbie McEwen     | Australie      | Predictor-Lotto       | + 0 s           |
| 8e | Bernhard Eisel    | Autriche       | T-Mobile              | + 0 s           |
| 9e | Mark Cavendish    | Royaume-Uni    | T-Mobile              | + 0 s           |
| 10e | Heinrich Haussler | Allemagne      | Gerolsteiner          | + 0 s           |

## Classement général
En plus de sa victoire d'étape, le Suisse Fabian Cancellara (CSC) conserve évidemment son maillot jaune de leader du classement général. Il devance toujours Andreas Klöden (Astana) main maintenant de 33 secondes et l'Anglais David Millar (Saunier Duval-Prodir) de 41 secondes. Très peu de changements, seul l'Espagnol Mikel Astarloza (Euskaltel-Euskadi) fait son apparition dans le top 10 grâce aux bonifications prises au cours de l'étape et pointe au 10e rang.
| \| Classement général \| Classement général \| Classement général \| Classement général \| Classement général \| \| Coureur \| Coureur \| Pays \| Équipe \| Temps \| \| ------------------ \| ------------------ \| ------------------ \| ------------------------------- \| ------------------ \| \| 1er \| Fabian Cancellara \| Suisse \| CSC \| 15 h 12 min 08 s \| \| 2e \| Andreas Klöden \| Allemagne \| Astana \| + 33 s \| \| 3e \| David Millar \| Royaume-Uni \| Saunier Duval-Prodir \| + 41 s \| \| 4e \| George Hincapie \| États-Unis \| Discovery Channel \| + 43 s \| \| 5e \| Bradley Wiggins \| Royaume-Uni \| Cofidis-Le Crédit par Téléphone \| + 43 s \| \| 6e \| Vladimir Gusev \| Russie \| Discovery Channel \| + 45 s \| \| 7e \| Tom Boonen \| Belgique \| Quick Step-Innergetic \| + 46 s \| \| 8e \| Vladimir Karpets \| Russie \| Caisse d'Épargne \| + 46 s \| \| 9e \| Thor Hushovd \| Norvège \| Crédit Agricole \| + 49 s \| \| 10e \| Mikel Astarloza \| Espagne \| Euskaltel-Euskadi \| + 49 s \| |                   |             |                                 |                  |
| |                   |             |                                 |                  |
| |                   |             |                                 |                  |
| Classement général |                   |             |                                 |                  |
| Coureur | Coureur           | Pays        | Équipe                          | Temps            |
| 1er | Fabian Cancellara | Suisse      | CSC                             | 15 h 12 min 08 s |
| 2e | Andreas Klöden    | Allemagne   | Astana                          | + 33 s           |
| 3e | David Millar      | Royaume-Uni | Saunier Duval-Prodir            | + 41 s           |
| 4e | George Hincapie   | États-Unis  | Discovery Channel               | + 43 s           |
| 5e | Bradley Wiggins   | Royaume-Uni | Cofidis-Le Crédit par Téléphone | + 43 s           |
| 6e | Vladimir Gusev    | Russie      | Discovery Channel               | + 45 s           |
| 7e | Tom Boonen        | Belgique    | Quick Step-Innergetic           | + 46 s           |
| 8e | Vladimir Karpets  | Russie      | Caisse d'Épargne                | + 46 s           |
| 9e | Thor Hushovd      | Norvège     | Crédit Agricole                 | + 49 s           |
| 10e | Mikel Astarloza   | Espagne     | Euskaltel-Euskadi               | + 49 s           |

## Classements annexes
| Classement par points | Classement par points | Classement par points | Classement par points | Classement par points |
| Coureur               | Coureur               | Pays                  | Équipe                | Points                |
| --------------------- | --------------------- | --------------------- | --------------------- | --------------------- |
| 1er                   | Tom Boonen            | Belgique              | Quick Step-Innergetic | 80 pts                |
| 2e                    | Robbie McEwen         | Australie             | Predictor-Lotto       | 74 pts                |
| 3e                    | Erik Zabel            | Allemagne             | Team Milram           | 62 pts                |
| 4e                    | Romain Feillu         | France                | Agritubel             | 57 pts                |
| 5e                    | Fabian Cancellara     | Suisse                | CSC                   | 54 pts                |

| Classement par points | Classement par points | Classement par points | Classement par points | Classement par points |
| Coureur               | Coureur               | Pays                  | Équipe                | Points                |
| --------------------- | --------------------- | --------------------- | --------------------- | --------------------- |
| 1er                   | Tom Boonen            | Belgique              | Quick Step-Innergetic | 80 pts                |
| 2e                    | Robbie McEwen         | Australie             | Predictor-Lotto       | 74 pts                |
| 3e                    | Erik Zabel            | Allemagne             | Team Milram           | 62 pts                |
| 4e                    | Romain Feillu         | France                | Agritubel             | 57 pts                |
| 5e                    | Fabian Cancellara     | Suisse                | CSC                   | 54 pts                |

| Classement de la montagne | Classement de la montagne | Classement de la montagne | Classement de la montagne       | Classement de la montagne |
| Coureur                   | Coureur                   | Pays                      | Équipe                          | Points                    |
| ------------------------- | ------------------------- | ------------------------- | ------------------------------- | ------------------------- |
| 1er                       | Stéphane Augé             | France                    | Cofidis-Le Crédit par Téléphone | 8 pts                     |
| 2e                        | David Millar              | Royaume-Uni               | Saunier Duval-Prodir            | 5 pts                     |
| 3e                        | Freddy Bichot             | France                    | Agritubel                       | 3 pts                     |
| 4e                        | Andriy Grivko             | Ukraine                   | Team Milram                     | 2 pts                     |
| 5e                        | Matthieu Ladagnous        | France                    | La Française des jeux           | 2 pts                     |

| Classement de la montagne | Classement de la montagne | Classement de la montagne | Classement de la montagne       | Classement de la montagne |
| Coureur                   | Coureur                   | Pays                      | Équipe                          | Points                    |
| ------------------------- | ------------------------- | ------------------------- | ------------------------------- | ------------------------- |
| 1er                       | Stéphane Augé             | France                    | Cofidis-Le Crédit par Téléphone | 8 pts                     |
| 2e                        | David Millar              | Royaume-Uni               | Saunier Duval-Prodir            | 5 pts                     |
| 3e                        | Freddy Bichot             | France                    | Agritubel                       | 3 pts                     |
| 4e                        | Andriy Grivko             | Ukraine                   | Team Milram                     | 2 pts                     |
| 5e                        | Matthieu Ladagnous        | France                    | La Française des jeux           | 2 pts                     |

| Classement du meilleur jeune | Classement du meilleur jeune | Classement du meilleur jeune | Classement du meilleur jeune | Classement du meilleur jeune |
| Coureur                      | Coureur                      | Pays                         | Équipe                       | Temps                        |
| ---------------------------- | ---------------------------- | ---------------------------- | ---------------------------- | ---------------------------- |
| 1er                          | Vladimir Gusev               | Russie                       | Discovery Channel            | 15 h 12 min 53 s             |
| 2e                           | Thomas Dekker                | Pays-Bas                     | Rabobank                     | + 0 s                        |
| 3e                           | Benoît Vaugrenard            | France                       | La Française des jeux        | + 7 s                        |
| 4e                           | Andriy Grivko                | Ukraine                      | Team Milram                  | + 8 s                        |
| 5e                           | Alberto Contador             | Espagne                      | Discovery Channel            | + 10 s                       |

| Classement du meilleur jeune | Classement du meilleur jeune | Classement du meilleur jeune | Classement du meilleur jeune | Classement du meilleur jeune |
| Coureur                      | Coureur                      | Pays                         | Équipe                       | Temps                        |
| ---------------------------- | ---------------------------- | ---------------------------- | ---------------------------- | ---------------------------- |
| 1er                          | Vladimir Gusev               | Russie                       | Discovery Channel            | 15 h 12 min 53 s             |
| 2e                           | Thomas Dekker                | Pays-Bas                     | Rabobank                     | + 0 s                        |
| 3e                           | Benoît Vaugrenard            | France                       | La Française des jeux        | + 7 s                        |
| 4e                           | Andriy Grivko                | Ukraine                      | Team Milram                  | + 8 s                        |
| 5e                           | Alberto Contador             | Espagne                      | Discovery Channel            | + 10 s                       |

| Classement par équipes | Classement par équipes          | Classement par équipes | Classement par équipes |
| Équipe                 | Équipe                          | Pays                   | Temps                  |
| ---------------------- | ------------------------------- | ---------------------- | ---------------------- |
| 1re                    | Astana                          | Suisse                 | 45 h 38 min 42 s       |
| 2e                     | CSC                             | Danemark               | + 2 s                  |
| 3e                     | Discovery Channel               | États-Unis             | + 5 s                  |
| 4e                     | Caisse d'Épargne                | Espagne                | + 18 s                 |
| 5e                     | Cofidis-Le Crédit par Téléphone | France                 | + 20 s                 |

| Classement par équipes | Classement par équipes          | Classement par équipes | Classement par équipes |
| Équipe                 | Équipe                          | Pays                   | Temps                  |
| ---------------------- | ------------------------------- | ---------------------- | ---------------------- |
| 1re                    | Astana                          | Suisse                 | 45 h 38 min 42 s       |
| 2e                     | CSC                             | Danemark               | + 2 s                  |
| 3e                     | Discovery Channel               | États-Unis             | + 5 s                  |
| 4e                     | Caisse d'Épargne                | Espagne                | + 18 s                 |
| 5e                     | Cofidis-Le Crédit par Téléphone | France                 | + 20 s                 |

### Combativité
Matthieu Ladagnous